# 千歳型水上機母艦
千歳型水上機母艦（ちとせがたすいじょうきぼかん）は、日本海軍の水上機母艦の艦型。同型艦に「千歳」「千代田」があり、1943年に二隻とも航空母艦へ改装された。
航空母艦改装後については「千歳型航空母艦」を参照。

## 特徴

### 水上機母艦
船体は平甲板型で、乾舷が高く直線的な船体をしている。また、復原性確保のためバルジを装着した。
2隻とも呉海軍工廠の建造艦で、両者に外見上の違いはほとんど無い。わずかに蒸気捨管の配置や舷窓配置に違いが見られるだけという。ただ、構造上、「千代田」は第四艦隊事件の教訓により上甲板が補強され、上甲板には厚鋼板が用いられた。
艦上機の帰着甲板として長さ100m、幅20mが最小限の大きさとして要求された。構造物の設計研究のために実際に作ってみることにしたが、復原性の観点から長さを40m弱とし、甲板上に25mm機銃、探照燈などを搭載して機銃甲板と称した。後述するように、帰着甲板の下に甲標的積み込み用ハッチが設けられたため、帰着甲板は甲標的積み込みに必要な高さとされた。
対空兵装は以下の通り。主砲として12.7cm連装高角砲2基を艦首に背負式に搭載。対空機銃は計画通り25mm連装機銃6基を搭載。艦橋の前方に1基、左右に1基ずつ、残り3基は帰着甲板（機銃甲板）の後方に装備した。
搭載機
九五式水上偵察機24機、同補用4機を搭載する計画だった。甲板には運搬軌条3条が前後に走っており、後部射出機の内側には艦内の格納庫から水偵を上げるリフトが装備された。連続射出可能とするため、上甲板の駐機スペースを広く取り、射出機4基を備えて30分間で連続射出可能とされた。ただし、上甲板に並べられる水偵は20機程度で24機を並べるためには艦を更に大きくする必要があったため、断念された。
ロンドン海軍軍縮条約では、航空機3機まで搭載する場合では射出機は片舷1基の計2基まで、航空機4機以上搭載の場合は射出機無しという制限があった。このため、射出機2基を搭載し、2基は後に増設できるように考慮されたが、軍縮条約破棄後の竣工となったので、計画どおり射出機4基を搭載して竣工した。
航空機揚収用クレーンは帰着甲板後方支柱の後方に左右1基ずつ、艦尾の左舷よりに折り畳み式クレーン1基を装備した。
実際の運用では1938年10月時に「千歳」は8機を搭載、中国進出時の「千代田」は9機を搭載といわれる。機種としては九五式水上偵察機以外では、千歳の公試時の写真では九四式一号水上偵察機を搭載、1940年頃の千代田は九四式二号水上偵察機の搭載も確認される。また、ミッドウェー海戦の頃の千歳の写真では零式観測機と零式水上偵察機を搭載している。
機関
千歳型は、上記のように高速給油艦の任務も考慮されていたことから、自艦の燃料消費を抑えて補給用重油の搭載量を増す必要があった。また、甲標的母艦としては速力29ノットが要求されたため、主機はディーゼルとタービンの併用が採用された。全力運転での出力56,800馬力のうちタービンは1基22,000馬力、ディーゼルは1基6,400馬力を受け持ち、フルカン・ギアで接続した。
ボイラーとタービンは初春型駆逐艦と同様のものを搭載した。初春型の場合タービン1基で21,000馬力の計画だったが、公試で15%増までの過負荷に耐えられることが確認されたので、本型では力量を22,000馬力として計画された。ボイラーは4基の搭載を考慮、速力を20ノットに制限するために軍縮条約中はボイラー2基のみを搭載する計画だった。建造中に軍縮条約を破棄したので、ボイラー4基搭載、速力29ノットで竣工した。
一方、ディーゼルは11号10型を2基搭載した。1基6,800馬力の予定だったが、その使用実績から途中で1基6,400馬力に計画を変更した。このため、ディーゼルのみで基準速力16ノットを出すことができなくなり、タービンに比較的大型の巡航タービンを追加して併用することになった。
ボイラー用の煙突は艦内で前方に曲げ、前部マストの直後に設置した。缶室（ボイラー室）直上の上甲板は搭載機用のスペースとなっている。一方、ディーゼルの排気筒は帰着甲板の後部支柱まで導いた。

### 甲標的母艦
改装後の差異は以下の通り。総重量約42トンの甲標的を搭載するため、帰着甲板の支柱部分を使い片舷40トンと20トンのクレーンを1基ずつ設置して1組とし、両舷より搭載できるようにした。平時にはこのクレーンは艦載艇揚収用に使用した。また、帰着甲板下の上甲板に甲標的が搭載できる大きさの艙口（ハッチ）を設け艦内に収容、艙口にはマカンキン式に近い蓋を設けた。艦内の格納庫の艦尾部分には進水口は設けられなかったが、甲標的母艦に改造した際には容易に改造できるよう考慮された。甲標的の取り扱いを考えると格納庫の甲板高さは水面近くが良いが、格納庫への浸水防止も考慮して、水面上約1mとした。また、万が一に格納庫に浸水した際もGM値が適正な値になるよう考慮された。
艦内の水偵用格納庫を改造し、甲標的移動用に軌条4組に3隻ずつ並べ計12隻を搭載、電動ウインチで移動させ、艦尾に設けた2個のトンネルを通り甲標的を発進させた。速力20ノットとして甲標的を100秒間隔で発進、1回につき6隻を発進させ、計2回で12隻全部を発進させる予定だった。2回に分けたのは外側の軌条は直接開口に繋がっておらず、内側の6隻が発進した後に外側の甲標的を内側に移動させる必要があるからである。また、艦橋トップに甲標的指揮塔を設けた。搭載機は12機とし、射出機も2基に減らされ、リフトは使用されなかった。
諸元
改装時に変更された要目
- 排水量：基準不明、公試12,350トン、満載13,000トン[4]
- 水線長：183.8m[4]
- 吃水：7.14m（公試状態）[4]
- 航空兵装：水偵x12機、射出機x2基、軽質油x100トン[4]
- 甲標的：12基[4]
- 補給用重油：1,000トン[4]

## 歴史
1933年、後に甲標的となる対潜爆撃標的（以後は甲標的と表記）搭載艦を設計していたが、以下の点を考慮することになった。
- 兼水上機母艦
- 兼高速給油艦
- 必要により艦上機の帰着甲板を設置できること
- 必要により航空母艦に改造できること

甲標的は軍機扱いであったので、平時の艦種は水上機母艦とした。
軍令部の要求は
- 基準排水量：8,000英トン
- 速力：20ノット
- 航続距離：8,000海里/16ノット
- 兵装：12.7cm連装高角砲x2基4門、25mm連装機銃x6基12丁
- 搭載機：八試水偵x24機（連続射出可能なこと）
- 搭載物資：補給用重油x5,000トン、甲標的x12機（この場合、水偵は減少しても良い）

ロンドン海軍軍縮条約により速力は20ノットに抑えられていた。水上機母艦もしくは高速給油艦としては20ノットで十分と考えられたが、甲標的母艦、また、空母改造の際は30ノットが必要とされた。
1934年3月12日に水雷艇が転覆する友鶴事件が発生し、復原性を考慮した結果、最終的には速力29ノット、補給用重油は大きく減じ1,600トンとしてまとめられた。空母への改造は格納庫の設置、バルジ装着、煙突の処理などの大改造となるため、主機の選定で考慮したのみでその計画は後日とされた。
1934年、第二次海軍軍備補充計画（通称②計画）で千歳型水上機母艦2隻の建造は決定された。それまでの水上機母艦は他艦種からの改装艦で賄われており、本艦型が日本海軍史上初の新造水上機母艦である。千歳型は単なる水上機母艦ではなく、甲標的が実用化された時にその母艦として改装するという特殊な目的を持った艦であった。本艦型2隻の他、②計画で建造の「瑞穂」、③計画で当初は高速敷設艦とされた「日進」は何れも同じ目的であった。
当初計画では第1状態は水上機母艦として水上機24機を搭載。給油艦として重油2,750トンを他艦に補給可能。速力は29ノットであった。第2状態は甲標的12隻を搭載。水上機は12機、補給用重油は1,000トンとした状態だった。両艦とも第1状態で竣工。昭和13年、「千歳」「千代田」の2艦は竣工。水上機母艦として中国方面へ支援に出勤した。
1940年-1941年にかけ、千代田は第2状態である甲標的母艦に改装された。「千歳」も同様の改装を施す予定だったが、結局改装されなかった。これは昭和17年の写真からも、その行動からも明らかである。
1941年12月、太平洋戦争が開始。開戦時の段階では航空母艦改装は考慮されておらず、昭和14年時には新開発の「十二試二座水上偵察機」を1隻当たり18機を搭載する計画があった。他の水上機母艦、重巡洋艦搭載の機と合わせて計84機の水上爆撃機隊を編成し、水上機母艦のままで攻撃空母として使用される予定だったのではないかとする推定もある。開戦後は千歳は引き続き水上機母艦として運用、千代田は甲標的母艦としてその運搬などに当たった。
1942年6月、2隻ともミッドウェー攻略作戦に参加する予定であったが、ミッドウェー海戦の敗北を受けて中止になった。ミッドウェー海戦で日本は正規空母4隻を失ったため、「あるぜんちな丸」「ぶらじる丸」「シャルンホルスト号」らとともに、千歳型水上機母艦2隻も空母改装予定艦となり、1942年末から工事に入った。1943年末には完成した。

## 同型艦
- 千歳
- 千代田